# Bogusław (województwo lubelskie)
Bogusław – wieś w Polsce położona w województwie lubelskim, w powiecie krasnostawskim, w gminie Gorzków.
W latach 1975–1998 miejscowość administracyjnie należała do województwa zamojskiego.
Wieś stanowi sołectwo gminy Gorzków. Według Narodowego Spisu Powszechnego (III 2011 r.) wieś liczyła 97 mieszkańców.